# Deepa Mehta
Deepa Mehta (hindi: दीपा मेहता), född 15 september 1950 i Amritsar i Punjab, är en indisk-kanadensisk filmregissör, manusförfattare och producent.
Mehta är bland annat känd för sin filmtrilogi om elementen: Fire (1996), Earth (1998) och Water (2005).

## Biografi
Deepa Mehta föddes i Amritsar och växte upp i New Delhi. Hon har en examen i filosofi från University of Delhi. Meehta började göra kortfilmer och träffade genom det den kanadensiska dokumentärfilmaren Paul Saltzman. De två blev ett par och gifte sig och flyttade till Kanada 1973. I Kanada tog filmkarriären fart och 1991 långfilmsdebuterade hon med Sam och jag med Om Puri i en av rollerna. Vid Filmfestivalen i Cannes 1991 fick filmen ett hedersomnämnande i kategorin Caméra d'Or för bästa debutfilm. Hon följde upp den 1994 med Camilla som bland andra hade Bridget Fonda och Jessica Tandy i rollerna. 
Mellan 1996 och 2005 hade hennes filmtrilogi om elementen premiär. Filmerna rönte stor uppmärksamhet och kom till i samarbete med författaren Bapsi Sidhwa. Bland de skådespelare som medverkat i trilogin märks Aamir Khan, Seema Biswas, Shabana Azmi, Kulbhushan Kharbanda, John Abraham, Rahul Khanna, Lisa Ray och Nandita Das. Water nominerades till en Oscar i kategorin Bästa icke-engelskspråkiga film vid Oscarsgalan 2007.
2008 meddelade Meetha att hon ämnade filmatisera Salman Rushdies romanepos Midnattsbarnen, som skildrar det moderna Indiens tillblivelse. Deepha skrev tillsammans med Rushdie filmens manus. Fyra år senare, 2012, hade filmen premiär på Toronto Film Festival under titeln Midnight's Children. Huvudrollen som Saleem Sinai spelas av Satya Bhabha.

## Privatliv
Mellan 1973 och 1983 var hon gift med Paul Saltzman. Paret fick tillsammans dottern Devyani Saltzman, som är författare och journalist. Deepa Mehta är omgift med producenten David Hamilton och tillsammans driver de produktionsbolaget Hamilton-Mehta Productions i Toronto. Hennes bror Dilip Mehta är fotojournalist och har regisserat långfilmen Cooking with Stella som han skrev tillsammans med sin syster.

## Filmografi i urval
- 1991 – Sam och jag
- 1994 – Camilla
- 1996 – Fire
- 1998 – Earth
- 2002 – Bollywood/Hollywood
- 2003 – The Republic of Love
- 2005 – Water
- 2008 – Heaven on Earth
- 2009 – Cooking with Stella (endast manus)
- 2012 – Midnight's Children
- 2015 – Beeba Boys